# George Otto Trevelyan
Sir George Otto Trevelyan, 2º Baronet, (20 de julio de 1838 - 17 de agosto de 1928) fue un estadista y escritor británico. Era hijo de Charles Trevelyan y sobrino de Thomas Macauley. En su carrera ministerial, que se prolongó durante casi 30 años, ejerció dos veces como Secretario para Escocia bajo los gobiernos liberales de William Gladstone y de Archibald Primrose. Rompió con Gladstone a causa del fallido Estatuto de Autonomía de Irlanda de 1886, pero tras las modificaciones introducidas en el proyecto de ley volvió a unirse al Partido Liberal poco después. Trevelyan fue también escritor e historiador. Escribió su novela The Competition Wallah hacia 1864, y una biografía de Lord Macauley, The Life and Letters of Lord Macaulay, su tío materno, en 1876.

## Primeros años y educación
Trevelyan nació en Rothley Temple, Leicestershire, hijo único de Charles Trevelyan, y de Hannah, hija de Zachary Macaulay y hermana del historiador Lord Macaulay. Se educó en Harrow y en el Trinity College, Cambridge, donde fue presidente de la Cambridge Union Society, y obtuvo el segundo puesto en la primera promoción del Classical Tripos en 1861. Ese mismo año escribió su Horacio en la Universidad de Atenas, un drama en verso, partes del cual se dice que ofendieron a William Whewell y le hicieron perder una beca.

## Carrera política

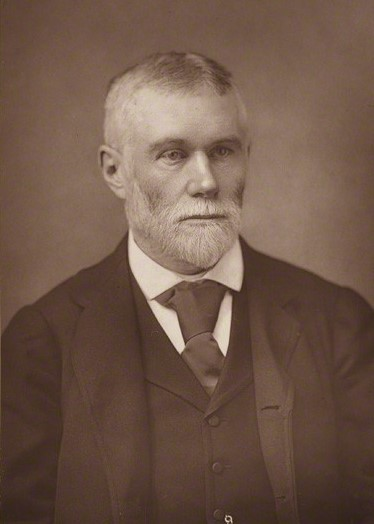
Sir George Trevelyan, 1893

En 1862, siguiendo los pasos de su padre, Trevelyan marchó como funcionario a la India, donde pasó varios años. Miembro del Partido Liberal británico, en 1865 fue elegido miembro del parlamento (MP) por la circunscripción de Tynemouth y North Shields. En las elecciones generales de 1868 fue elegido parlamentario por la circunscripción de Hawick Burghs en Escocia, a la que siguió representando hasta 1886. Cuando se formó el primer gobierno de Gladstone en diciembre de 1868, Trevelyan fue nombrado Lord del Almirantazgo, pero dimitió en julio de 1870 por una cuestión de conciencia relacionada con el proyecto de Ley de Educación del gobierno. Abogó por una amplia reforma del ejército, que incluía la abolición de la compra de comisiones, y tanto dentro como fuera del parlamento fue el principal defensor durante muchos años de la ampliación del derecho de sufragio en los condados. En la sesión de 1874, presentó su proyecto de ley sobre el derecho de sufragio doméstico, que fue rechazado en segunda lectura; no fue hasta diez años más tarde cuando se concedió el derecho de sufragio a los trabajadores agrícolas. Entre otras causas que apoyó firmemente se encontraban el sufragio femenino, una profunda reforma del gobierno local metropolitano y la drástica reforma o abolición de la Cámara de los Lores. También estaba a favor del veto directo a la venta de alcohol y de otras leyes antialcohólicas.
En 1880 Trevelyan fue nombrado Secretario Parlamentario del Almirantazgo bajo las órdenes de Gladstone. Ocupó este cargo hasta mayo de 1882, cuando, tras el asesinato de Frederick Cavendish, se convirtió en Secretario en Jefe para Irlanda y entró en el Consejo Privado. De noviembre de 1884 a junio de 1885 fue Canciller del Ducado de Lancaster un ministerio sin cartera en el gobierno de Gladstone. En febrero de 1886 fue nombrado Secretario para Escocia y vicepresidente del Departamento de Educación escocés en el tercer gobierno de Gladstone, pero dimitió en marzo a causa de los proyectos de ley sobre la autonomía irlandesa. Ese mismo año sucedió a su padre Charles Trevelyan en la baronetía.
En las elecciones generales de 1886 Trevelyan perdió su escaño por Hawick. Como representante del Partido Liberal Unionista participó en la Conferencia de la Mesa Redonda y, satisfecho con los cambios introducidos por Gladstone en su proyecto de autonomía para Irlanda, se reincorporó formalmente al Partido Liberal. En agosto de 1887 volvió a entrar en la Cámara de los Comunes como miembro por Glasgow Bridgeton. De 1892 a 1895 fue de nuevo Secretario para Escocia y vicepresidente del Departamento Escocés de Educación. Renunció a su escaño en el parlamento a principios de 1897 y se retiró a la vida privada. En 1911 fue nombrado miembro de la Orden del Mérito.

## Escritos

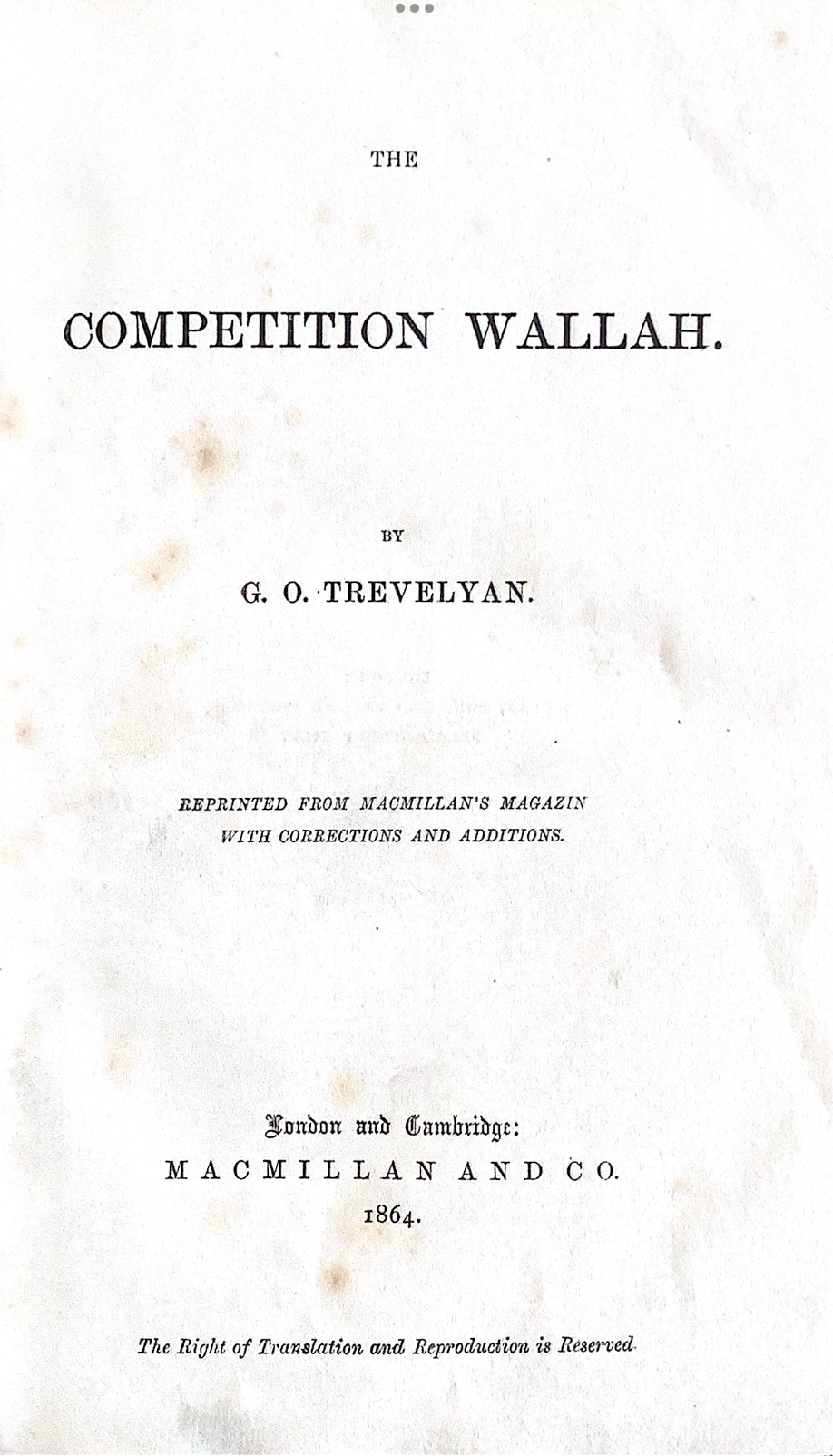
Concurso Wallah, la portada de la edición de Macmillan de 1864.

Durante su estancia en la India, Trevelyan contribuyó con "Letters of a Competition Wallah" en el Macmillan's Magazine (reeditado en 1864). En 1865 se publicó Cawnpore, un relato del la masacre allí perpetrada durante la Rebelión de la India de 1857. En 1867 escribió The Ladies in Parliament, un panfleto político humorístico en verso. En 1876 publicó The Life and Letters of Lord Macaulay  (en 1908 apareció una segunda edición ampliada), y en 1880 publicó The Early History of Charles James Fox. En 1899 publicó el primer volumen de una Historia de la Revolución Americana, que se completó (tres volúmenes) en 1905. En este último año, bajo el título Interludios en prosa y en verso, reeditó sus primeros "jeux d'esprit" clásicos y piezas indianas. Publicó dos volúmenes de su obra Jorge III y Charles James Fox en 1912 y 1914.

## Familia
Trevelyan se casó en 1869 con Caroline, hija de Robert Needham Philips, un acaudalado industrialista de Lancashire y diputado por Bury. Su hijo mayor, Charles Trevelyan, también fue político liberal y, posteriormente, del partido laborista. Su segundo hijo, R. C. Trevelyan, fue poeta y traductor. Su tercer hijo, George Trevelyan fue un afamado historiador británico. Trevelyan murió en agosto de 1928, a la edad de 90 años. Dejó propiedades sin liquidar valoradas en 556.993 libras (brutas) y 397.492 libras (netas).

## Obras
- Treveleyan, Sir George (1886). Cawnpore. Macmillan and Co.